# Gerlistye
Gerlistye románul: Gârliște, falu Romániában, a Bánságban, Krassó-Szörény megyében.

## Fekvése
Resicabányától délnyugatra, Krassóvártól délnyugatra fekvő település.

## Története
Gerlistye nevét 1535-ben említette először oklevél Gerlystye néven.
1598-ban Gerlisté, 1785-ben Gerlista, 1888-ban Gerlistye  1913-ban Gerlistye 
néven említették.
1851-ben Fényes Elek írta a településről:
Gerlistye, Krassó vármegyében, a Karas vize mellett: 24 katholikus, 1626 óhitű lakossal, anyatemplommal, szép erdővel, kőszén-bányákkal. Földes ura a kamara.
A trianoni békeszerződés előtt Krassó-Szörény vármegye Resicabányai járásához tartozott.
1910-ben 1632 lakosából 21 magyar, 1593 román volt. Ebből 35 római katolikus, 62 görögkatolikus, 1531 görögkeleti ortodox volt.

## Források

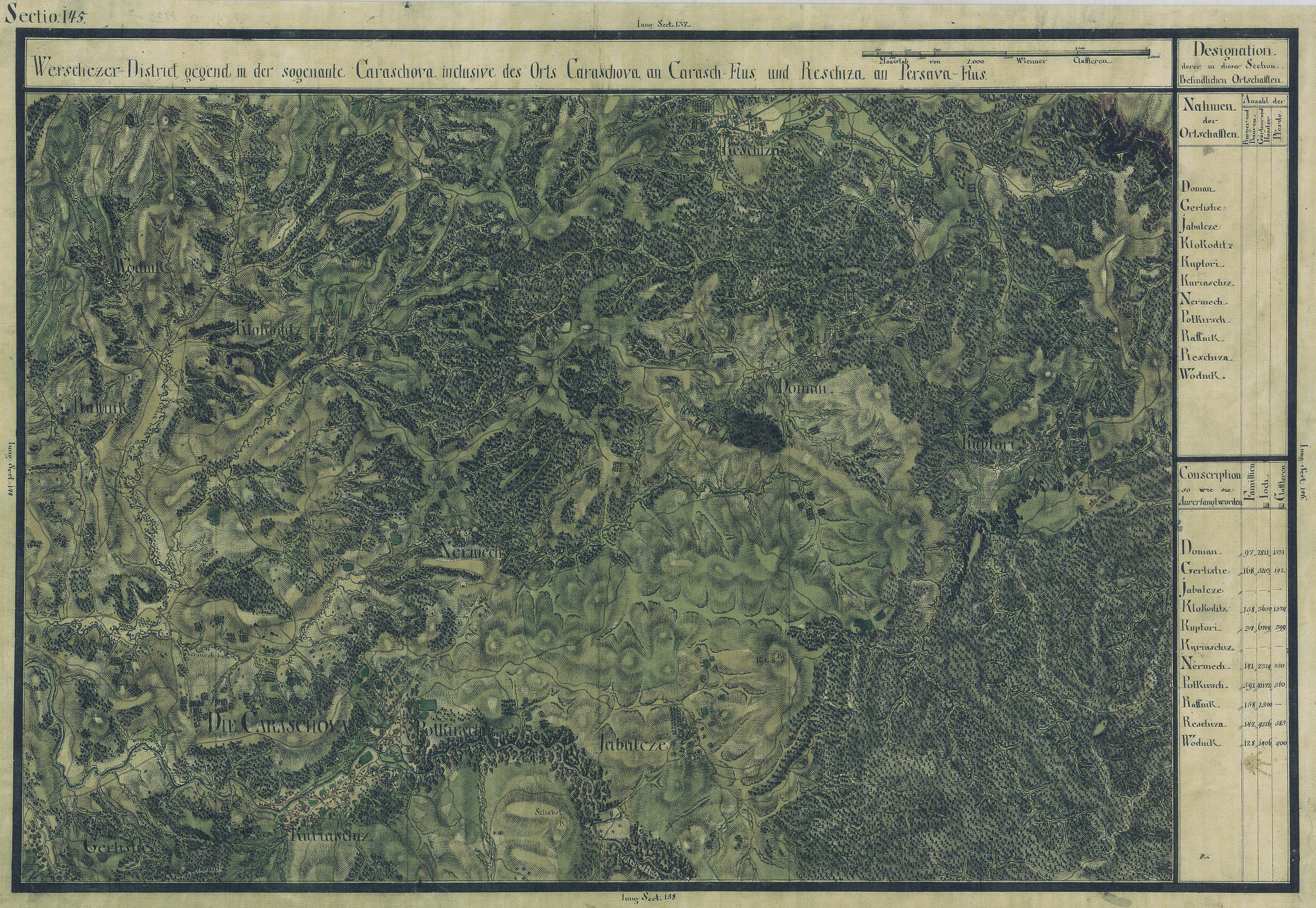
Gerlistye egy régi térképen